# Mariem Houij
Mariem Houij (arabe : مريم حويج) née le 8 août 1994 à Sousse, est une footballeuse internationale tunisienne évoluant au poste d'attaquante au sein de Galatasaray SK.

## Biographie

### En club
En 2017, Mariem Houij fait ses débuts au sein du FC Vendenheim évoluant en Division 2 dans le groupe B.

### En équipe nationale
Avec l'équipe nationale tunisienne, elle participe aux éliminatoires du championnat d'Afrique féminin 2015 durant lequel elle marque de nombreux buts.
En 2022, lors de la CAN féminine 2022, elle inscrit le but le plus rapide de l'histoire de la compétition en ouvrant le score après 17 secondes de jeu contre le Togo.